# Уріє Едемова
Уріє Едемова (крим. Uriye Edemova) — кримськотатарська письменниця, член Союзу письменників СРСР, Національної спілки письменників України.

## Біографія
Уріє Едемова народилася 23 квітня 1938 року у Байдарській долині, м. Балаклава. У 1944 році родина була депортована до Узбекистану та мешкала у Сирдар’їнській області у колгоспі імені Навої.
Після школи навчалася у медичному училищі імені Жуковського, яке закінчила з відзнакою. Здобувши медичну освіту, працювала медичною сестрою у лікарні. 
Надалі поступила на факультет журналістики Ташкентського державного університету, який закінчила у 1975 році. 
З 1965 року Уріє Едемова працювала у редакції газети «Ленин байрагьы»,  потім – в Узбецькому державному видавництві імені Г. Гуляма. 
З 1971 року була редактором, а згодом завідувачем відділу кримськотатарської літератури.
У 1992 році переїздить до Криму та стає керівником відділу кримськотатарської літератури у видавництві «Таврія» у Сімферополі.

## Вибрані твори
- Червона троянда (збірка оповідань, кримськотатарською мовою), Ташкент, 1970;

- Обручка (повість і оповідання, кримськотатарською мовою), Ташкент, 1974;

- Завжди зі мною (повість, кримськотатарською мовою), Ташкент, 1977;

- Доля (повість, кримськотатарською мовою), Ташкент, 1981;

- Полум’я серця (повісті, кримськотатарською мовою), Ташкент, 1985;

- У місячну ніч (роман, кримськотатарською мовою), Сімферополь, 2005[6].

## Премії та нагороди
- Літературна премія імені Шаміля Алядіна у номінації «Проза», 2013[7];

- спеціальна нагорода «За внесок у розвиток кримськотатарської літератури», 2020[8][9].